# فونیکس دی.۱
فونیکس دی.۱ (به انگلیسی: Phönix_D.I) یک هواگرد از نوع هواپیمای جنگنده ساخت شرکت Phönix Flugzeug-Werke است. هواگرد فونیکس دی.۱ نخستین پروازش را در ۱۹۱۷ میلادی انجام داد. این هواگرد در سال دسامبر ۱۹۱۷ میلادی رسماً معرفی گردید. در مجموع، تعداد ۱۵۸ فروند از این هواگرد ساخته شده‌است.